# Buret’
Buret’ (Буреть in russo) è un sito archeologico nei pressi del villaggio di Nizhnaya Buret lungo il fiume Angara nel distretto di Bochanskij nell' Oblast' di Irkutsk nella Siberia Russa.
Il sito, che dista un centinaio di chilometri dal sito archeologico di Mal'ta, è associato alla Cultura di Mal'ta-Buret'.

## Scoperta
Il sito di Buret fu scoperto nel 1936 dalla spedizione del museo di Irkutsk sotto la direzione del generale A.P. Okladnikov. Gli scavi iniziarono nello stesso anno e durarono fino al 1940.

## Descrizione
Nel sito sono state ritrovate quattro abitazioni con diverse configurazioni, con particolari supporti per il pavimento realizzati in corno di cervo, pilastri realizzati con femori di mammut, supporti per le pareti realizzati con blocchi di calcare e teschi di rinoceronte. 
Gli utensili in pietra presentano caratteristiche tecnologiche simili a quelle del complesso di Mal’ta, e per questo motivo è stata definita una facies culturale unitaria, la Cultura di Mal'ta-Buret'.  Ta i manufatti litici sono stati ritrovati punte, raschiatori su lame, bulini, raschiatori laterali, nuclei e lame prismatiche, trituratori (quarzite), oltre a diversi oggetti di nartura artistica, come le celebri statuette antropomorfe e zoomorfe, oltre ad oggetti di ornamento personale (perline, ciondoli, dischi forati).
La collezione Buret comprende circa 500 oggetti conservati nel Museo di antropologia dell'Università statale di Mosca, nel Museo storico statale e nel Museo d'arte di Irkutsk.